# Priskianos Lydos
Priskianos Lydos (altgriechisch Πρισκιανός Λυδός Priskianós Lydós, auch Priskianos von Lydien, lateinisch Priscianus Lydus; † nach 532) war ein spätantiker griechischer Philosoph der neuplatonischen Richtung.

## Leben
Über das Leben des Priskianos ist wenig bekannt. Überliefert ist nur, dass er aus Lydien stammte und der neuplatonischen Philosophenschule in Athen angehörte. Diese Schule, die an die Tradition der Platonischen Akademie anknüpfte, wurde spätestens ab 515 von dem bedeutenden Philosophen Damaskios geleitet. Sie hielt traditionell mit Entschiedenheit an der alten griechischen Religion fest und stand damit in Opposition zum Christentum, das damals Staatsreligion des Oströmischen Reichs war. Der religiöse Konflikt führte dazu, dass Kaiser Justinian I. im Jahr 529 den paganen Lehrbetrieb untersagte; daraufhin wurde die Schule geschlossen. Vielleicht schon 531, spätestens 532 wanderte Damaskios mit sechs weiteren Neuplatonikern, darunter Priskianos, in das persische Sasanidenreich aus. Dort nahm sie der seit 531 regierende Großkönig Chosrau I. an seinem Hof auf. Die Philosophen waren aber mit den Verhältnissen im Exil unzufrieden und kehrten daher bald ins Oströmische Reich zurück, obwohl Chosrau ihren Verbleib an seinem Hof wünschte. Als im Herbst 532 ein Frieden zwischen den Sassaniden und den Römern geschlossen wurde, bestand der Großkönig auf einer Zusicherung der römischen Seite, dass die Philosophen unbehelligt heimkehren und für den Rest ihres Lebens an ihrer Religion festhalten durften. Wo die Neuplatoniker sich dann niederließen, ist unbekannt. Nach einer ansprechenden, aber umstrittenen Hypothese lebten sie nach ihrer Rückkehr in der Stadt Carrhae, wo die Mehrzahl der Einwohner sich noch zur alten Religion bekannte.

## Werke und Lehre
Priskianos verfasste im Auftrag des Königs Chosrau eine Schrift, die nur in einer lateinischen Übersetzung unter dem Titel „Lösungen der Probleme, die der Perserkönig Chosrau aufgeworfen hat“ überliefert ist (Solutiones eorum, de quibus dubitavit Chosroes Persarum rex, kurz: Solutiones ad Chosroem). Darin werden eine Reihe von Fragen aus unterschiedlichen Wissensgebieten erörtert; zu den Themen gehören die Seele, der Schlaf und die Träume, außerdem Jahreszeiten, Gifttiere und Winde. Er schrieb zudem einen Kommentar zu einem verlorenen naturkundlichen Werk des Peripatetikers Theophrast; davon ist nur ein Teil, der Aspekte von Theophrasts Seelenlehre aus neuplatonischer Sicht behandelt, unter dem Titel „Paraphrase der Lehren Theophrasts über die Wahrnehmung“ (Metáphrasis tōn Theophrástou perí aisthḗseōs) lückenhaft erhalten. Die Themen sind Sinneswahrnehmung, Vorstellungskraft und Intellekt (Nous). Da Priskianos Zitate aus dem kommentierten Werk bietet, ist sein Kommentar für dessen Rekonstruktion hilfreich.
In der Forschung heftig umstritten ist die Frage, ob ein traditionell dem Philosophen Simplikios zugeschriebener Kommentar zur Schrift De anima des Aristoteles von Priskianos stammt. Die Hypothese seiner Autorschaft wird insbesondere von Carlos Steel vertreten, während Ilsetraut Hadot für die Zuschreibung an Simplikios plädiert. Eine dritte Forschungsmeinung lautet, beide Zuschreibungen seien nicht plausibel, der Autor (Pseudo-Simplikios) bleibe unbekannt.
In der Seelenlehre beruft sich Priskianos auf die Neuplatoniker Iamblichos und Plutarch von Athen, in denen er die authentischen Interpreten der aristotelischen Seelenlehre sieht. Gemäß der im spätantiken Neuplatonismus vorherrschenden Sichtweise bemüht er sich um eine Harmonisierung platonischer und aristotelischer Philosophie.

## Rezeption
In einer anonym überlieferten spätantiken Liste (Canones) empfohlener Autoren wird der Name des Priskianos in der Aufzählung der „besonders nützlichen“ Erklärer von Platons Philosophie genannt. Dort wird auch berichtet, Johannes Philoponos habe seine Lehren bekämpft.
Im Frühmittelalter wurde Priskianos’ an König Chosrau gerichtete Schrift ins Lateinische übersetzt. Ob dies schon vor der Karolingerzeit geschah oder ob der Übersetzer im Umkreis des irischen Gelehrten Eriugena (9. Jahrhundert) zu suchen oder gar mit Eriugena zu identifizieren ist, ist in der Forschung umstritten. Im 13. Jahrhundert fügte der Gelehrte Vinzenz von Beauvais Zitate aus den Solutiones ad Chosroem in sein enzyklopädisches Werk Speculum naturale ein, wobei er Priskianos mit dem berühmten Grammatiker Priscian von Caesarea verwechselte.
In den achtziger Jahren des 15. Jahrhunderts übersetzte der Humanist Marsilio Ficino den Theophrast-Kommentar des Priskianos ins Lateinische. Außerdem schrieb er einen lateinischen Kommentar dazu. Seine Übersetzung erschien 1497 bei Aldo Manuzio in Venedig. 1541 wurde der griechische Text dieses Werks in Basel im Rahmen einer Theophrast-Ausgabe erstmals gedruckt; diese Ausgabe ist sehr fehlerhaft.
Die Solutiones ad Chosroem waren anscheinend in der Frühen Neuzeit jahrhundertelang verschollen. Sie wurden erst im 19. Jahrhundert von Jules Quicherat wiederentdeckt und 1853 teilweise ediert.
Der averroistische Gelehrte Francesco Piccolomini gelangte in seinem 1602 veröffentlichten Kommentar zu Aristoteles’ De anima, in dem er sich auch mit dem Simplikios zugeschriebenen Kommentar zu dieser Schrift befasste, zum Ergebnis, dass nicht Simplikios, sondern Priskianos der Verfasser sei. Diese Hypothese geriet in den folgenden Jahrhunderten in Vergessenheit, doch im 20. Jahrhundert wurde sie erneut vorgetragen und eingehend begründet; die Frage ist noch heute umstritten.

## Editionen
- Ingram Bywater (Hrsg.): Prisciani Lydi quae extant: Metaphrasis in Theophrastum et solutionum ad Chosroem liber (= Supplementum Aristotelicum. Band 1 Teil 2). Georg Reimer, Berlin 1886 (kritische Ausgabe)
- Michael Hayduck (Hrsg.): Simplicii in libros Aristotelis de anima commentaria (= Commentaria in Aristotelem Graeca Bd. 11). Georg Reimer, Berlin 1882 (kritische Ausgabe, Autorschaft des Priskianos umstritten)

## Übersetzungen
- Pamela Huby, Sten Ebbesen, David Langslow, Donald Russell, Carlos Steel, Malcolm Wilson (Übersetzer): Priscian: Answers to King Khosroes of Persia. Bloomsbury Academic, London u. a. 2016, ISBN 978-1-47258-413-7
- James O. Urmson (Übersetzer): Simplicius: On Aristotle's On the Soul 1.1–2.4. Cornell University Press, Ithaca (N.Y.) 1995, ISBN 0-8014-3160-3 (Autorschaft des Priskianos umstritten)
- Pamela Huby, Carlos Steel (Übersetzer): Priscian: On Theophrastus on Sense-Perception, with ‘Simplicius’: On Aristotle On the Soul 2.5–12. 2. Auflage, Bloomsbury, London 2014, ISBN 978-1-4725-5847-3 („Über die Seele“: Autorschaft des Priskianos umstritten)
- Henry J. Blumenthal (Übersetzer): "Simplicius": On Aristotle, On the Soul 3.1–5. Duckworth, London 2000, ISBN 0-7156-2896-8 (Autorschaft des Priskianos umstritten)